# Carmen Corley
Carmen Corley (* 17. September 2001 in Albuquerque) ist eine US-amerikanische Tennisspielerin.

## Karriere
Carmen Corley spielte bislang hauptsächlich auf der ITF Women’s World Tennis Tour, wo sie bisher sieben Titel im Doppel gewinnen konnte, sechs davon zusammen mit ihrer Schwester Ivana.
Corley spielte von 2019 bis 2023 College Tennis für das Damentenisteam der Sooners der University of Oklahoma.
Die Corley Schwestern erhielten eine Wildcard für das Hauptfeld im Damendoppel bei den US Open 2024, wo sie in der ersten Runde Jekaterina Alexandrowa und Anna Blinkowa mit 6:1 und 6:3 besiegen konnten, dann aber in der zweiten Runde gegen Chan Hao-ching und Weronika Kudermetowa knapp in drei Sätzen mit 6:77, 7:64 und 4:6 verloren.

## Turniersiege

### Doppel
| Nr. | Datum            | Turnier          | Kategorie      | Belag             | Partnerin      | Finalgegnerinnen                            | Ergebnis           |
| --- | ---------------- | ---------------- | -------------- | ----------------- | -------------- | ------------------------------------------- | ------------------ |
| 1.  | 25. Juni 2022    | Colorado Springs | ITF W15        | Hartplatz         | Ivana Corley   | Daria Kuczer Weronika Miroschnitschenko     | 7:64, 6:2          |
| 2.  | 15. Oktober 2022 | Las Vegas        | ITF W60        | Hartplatz         | Ivana Corley   | Katarina Kozarov Weronika Miroschnitschenko | 6:2, 6:0           |
| 3.  | 28. Oktober 2023 | Toronto          | ITF W60        | Hartplatz (Halle) | Ivana Corley   | Kayla Cross Liv Hovde                       | 6:73, 6:3, [10:3]  |
| 4.  | 9. März 2024     | Santo Domingo    | ITF W35        | Hartplatz         | Ivana Corley   | Leyre Romero Gormaz Camilla Rosatello       | 6:2, 6:73, [10:5]  |
| 5.  | 16. März 2024    | Santo Domingo    | ITF W35        | Hartplatz         | Ivana Corley   | Lija Karatantschewa Rasheeda McAdoo         | 6:1, 6:75, [12:10] |
| 6.  | 25. Oktober 2024 | Tampico          | WTA Challenger | Hartplatz         | Rebecca Marino | Alina Kornejewa Polina Kudermetowa          | 6:3, 6:3           |
| 7.  | 25. Januar 2025  | Vero Beach       | ITF W75        | Sand              | Eva Vedder     | Julie Belgraver Jasmijn Gimbrère            | 6:2, 6:3           |
| 8.  | 12. Juli 2025    | Newport          | WTA Challenger | Rasen             | Ivana Corley   | Arianne Hartono Prarthana Thombare          | 7:64, 6:3          |
| 9.  | 19. Juli 2025    | Porto            | WTA Challenger | Hartplatz         | Ivana Corley   | Liang En-shuo Peangtarn Plipuech            | 6:3, 6:1           |
| 10. | 10. August 2025  | Landisville      | ITF W100       | Hartplatz         | Ivana Corley   | Ingrid Gamarra Martins Simona Waltert       | 4.6, 7:64, [12:10] |

## Abschneiden bei Grand-Slam-Turnieren

### Doppel
| Turnier         | 2024 | Karriere |
| --------------- | ---- | -------- |
| Australian Open | —    | —        |
| French Open     | —    | —        |
| Wimbledon       | —    | —        |
| US Open         | 2    | 2        |

Zeichenerklärung: S = Turniersieg; F, HF, VF, AF = Einzug ins Finale / Halbfinale / Viertelfinale / Achtelfinale; 1, 2, 3 = Ausscheiden in der 1. / 2. / 3. Hauptrunde; Q1, Q2, Q3 = Ausscheiden in der 1. / 2. / 3. Qualifikationsrunde; nicht ausgetragen

## Persönliches
Carmen ist die Tochter von Maria und Eddie Corley und hat drei Schwestern Vivica, Vianca und Ivana, die ebenfalls für die Sooners im Damentennisteam spielt. Ihr Vater Eddie spielte Football an der Huron University in South Dakota. Carmen Corley machte ihren Bachelor in Unternehmensführung und strebt ihren MBA an.